# Rachel Scott
Rachel Joy Scott (5 de agosto de 1981 – 20 de abril de 1999) era uma estudante americana e foi a primeira vítima assassinada no Massacre de Columbine, que também tirou a vida de outros 12 alunos e um professor, assim como a vida dos dois autores do crime.
Desde então, Rachel tem sido uma inspiração para vários livros e também é a inspiração para o Rachel's Challenge, um programa internacional de extensão escolar e o programa mais popular de reunião escolar dos Estados Unidos, com o objetivo de defender a crença de Rachel, baseado em sua vida, em seus diários e no conteúdo de uma redação de duas páginas que foi escrita um mês antes de seu assassinato, intitulada My Ethics; My Codes of Life, que tinha defendido a crença de Rachel por compaixão, sendo "a maior forma de amor que os seres humanos têm a oferecer".
Devido ao fato de Rachel Scott e Anne Frank terem morrido em uma idade jovem por causa da intolerância e do ódio de outras pessoas, e as duas meninas terem escrito sobre seus desejos de mudar o mundo para melhor através dos simples atos de amor e bondade, paralelos foram desenhados entre os diários que Rachel Scott havia escrito em sua curta vida e The Diary of a Young Girl, de Anne Frank.

## Vida

### Infância
Rachel Joy Scott nasceu em 5 de agosto de 1981, em Denver, Colorado, nos Estados Unidos. Ela era a terceira dos cinco filhos de Darrell Scott (nascido em 1949) e Beth Nimmo (nascida em 1953). Suas irmãs mais velhas são Bethanee (nascida em 1975) e Dana (nascida em 1976), e seus dois irmãos mais novos são Craig (nascido em 1983) e Mike (nascido em 1984). Todos da família de Rachel são cristãos devotos. Seu pai, Darrell, era pastor em uma igreja de Lakewood, Colorado, e trabalhou como gerente de vendas em uma companhia de alimentos com base em Denver, Colorado; sua mãe, Beth, era dona de casa. Os pais de Rachel se divorciaram em 1988, mas mantiveram uma relação cordial um com o outro e a custódia conjunta de seus filhos. No ano seguinte, Beth e seus filhos se mudaram para Littleton, Colorado, onde se casou novamente, em 1995.
Quando criança, Rachel era uma garota energética e sociável, que demonstrava preocupação com o bem-estar dos outros, principalmente se estivessem tristes ou necessitados. Ela também desenvolveu paixão por fotografia e poesia em uma idade precoce. Rachel  estudou na Dutch Creek Elementary School e, mais tarde, na Ken Caryl Middle School, antes de se matricular na Columbine High School, em seu 9º ano de escolaridade. Em Columbine, ela era uma estudante atenta e acima da média, que mostrou ter talento para música, atuação, drama e debate. Ela era membro da equipe forense da escola e dos clubes de teatro, embora, inicialmente, a atuação não fosse fácil para ela, tendo que dedicar um esforço extra para ter sucesso nesta atividade.
Coincidentemente, através de seu envolvimento no clube de produção de teatro da escola, ela se familiarizou com Dylan Klebold—um dos autores do massacre de Columbine—, em 1998. Inicialmente, Rachel tinha oferecido sua amizade para Dylan, que, supostamente, ficou enfeitiçado por ela. Em uma ocasião de 1998, quando Rachel fez uma mímica para a música cristã de Ray Boltz, "The Hammer", o equipamento de áudio falhou no meio de sua apresentação e Rachel teve que executar sua coreografia em silêncio por quase dois minutos antes que o técnico de som, Dylan Klebold, conseguisse corrigir o mau-funcionamento do equipamento. Quando ele fez isso e o áudio voltou, a apresentação de Rachel estava totalmente em sincronia com a música, e, após completar sua apresentação, grande parte da platéia aplaudiu. Dylan também desempenhou o papel de técnico de som em um show de talentos da escola que foi realizado seis semanas antes do tiroteio na Columbine High School, onde Rachel havia realizado uma mímica para a música cristã "Watch the Lamb".

### Adolescência
Em março de 1993, em uma visita à igreja onde sua tia e seu tio frequentavam em Shreveport, Luisiana, Rachel Scott, com 11 anos, escolheu se comprometer com o Cristianismo. Depois disso, ela se tornou conhecida por sua família e amigos como uma menina muito devota e piedosa, que transmitiria seu amor pelo Senhor e pelo Seu Filho às pessoas que conhecia. Ocasionalmente, ela seria zombada por estudantes por causa de sua fé. Em abril de 1998, cinco dos amigos mais próximos de Rachel haviam se distanciado dela por causa de seu crescente compromisso com sua fé. Além disso, por causa de sua fé, ela foi zombada por vários de seus colegas, incluindo Eric Harris e Dylan Klebold. Rachel documentou esse fato em uma carta que enviou para um parente um ano antes do dia anterior à sua morte. Esta carta inclui as palavras: "Agora que comecei a dar andamento a minha conversa, estão zombando de mim. Eu nem mesmo sei o que fiz. Nem tenho que dizer nada, e estão me afastando. Não tenho mais amigos pessoais na escola. Mas, quer saber? Tudo vale a pena."
Em várias ocasiões durante a adolescência de Rachel, sua família a via orando tanto em casa quanto na igreja. Sua mãe dizia que, normalmente, sua filha orava de joelhos, com a cabeça abaixada e com as mãos sobre o rosto, e que, muitas vezes, essas orações particulares traziam lágrimas aos olhos de Rachel. Aos 17 anos, Rachel frequentava três igrejas: a Celebration Christian Fellowship; a Orchard Road Christian Center; e a Trinity Christian Center, onde coreografava danças no serviço de domingo da igreja. Rachel também era membro ativo nos grupos de jovens da igreja; Na Orchard Road Christian Center, ela participou de um grupo de jovens chamado "Breakthrough", onde mostrou ter um grande interesse em evangelização e discipulado. Rachel escreveu em seus diários que, por participar deste grupo de jovens, sua consciência espiritual se desenvolveu muito, e ela ficou conhecida como uma dos principais defensores dentro deste grupo.
Assim como muitos adolescentes, Rachel lutou com questões relacionadas à auto-estima em sua adolescência, e foi descrita por sua família como "cega pela sua própria beleza". Aos 17 anos de idade, Rachel tinha apenas 1,52 m de altura e, embora continuasse sendo popular entre seus colegas, ocasionalmente resistia aos esforços de participar de certos eventos sociais com seus amigos por medo de cair na tentação de beber álcool. Rachel tinha tido um relacionamento sério com um garoto no meio de sua adolescência, embora ela tivesse optado por terminar este relacionamento por preocupações de que pudesse ter sido desenvolvido fisicamente.
Duas semanas antes do tiroteio, Rachel teve um papel principal em uma produção dramática intitulada "Smoke in the Room". Seu papel nesta peça era uma personagem cabeça dura chamada Valerie, uma garota com um espírito afiado e um coração amável que começou a ser julgada de forma negativa pelos outros devido à sua aparência externa. Esta peça foi apresentada nos dias 2 e 3 de abril de 1999 e, na preparação para este papel, Rachel cortou e tingiu seu cabelo, que era comprido até os ombros.

## Personalidade
De acordo com seus amigos, Rachel, frequentemente, vestia um estilo que reflete sua personalidade colorida, e, ocasionalmente, usava chapéus excêntricos, fedoras, e até mesmo pijamas para divertir seus colegas. Além de sua paixão por moda, música e fotografia, Rachel era telespectadora ávida de filmes clássicos e, muitas vezes, falava de seu desejo de se tornar uma famosa atriz de Hollywood. Ela é conhecida por ter transmitido essas aspirações à sua família e por ter combinado seu senso de humor na vida cotidiana familiar através de leves gestos, como deixar uma mensagem na secretária eletrônica de sua família, onde disse: "Você chegou à residência da rainha Rachel e seus servos, Larry, Beth, Dana, Craig e Michael. Se tem algo que gostaria que fizessem por mim, por favor, deixe uma mensagem".
O conteúdo de seus seis diários, descobertos após sua morte, revelou sua visão positiva, compassiva e piedosa sobre a vida. Embora alguns textos relatassem suas experiências compartilhadas com amigos, grande parte do conteúdo foi dedicado aos esforços de Rachel durante sua vida, tendo o propósito de espalhar a mensagem de Cristo, sendo também dedicado aos seus esforços de "alcançar os não alcançados". Muito deste conteúdo foi dirigido à Deus. Na capa de um dos dois diários que ela possuía no dia de seu assassinato (onde uma bala foi encontrada alojada), ela havia escrito as frases: "Não vou ser rotulada como uma média", e "Eu escrevo, não pelo bem da glória, não pelo bem da fama, não pelo bem do sucesso, mas pelo bem da minha alma". Em outros textos, ela expressou seus esforços de alcançar esses desejos através de suas ações de bondade e compaixão. Em uma ocasião, isso incluiu ela ter escrito uma oração para um dos autores do massacre de Columbine, embora Eric Harris e Dylan Klebold fossem conhecidos por terem evitado e ridicularizado Rachel por causa de sua fé cristã.
Na época de sua morte, a jovem da Columbine High School, de 17 anos, era aspirante a escritora e atriz, contemplando se deveria ir atrás dos desejos de sua vida de se tornar atriz ou missionária cristã. Ela também tinha planos de visitar Botswana, através de um programa de divulgação cristão, para construir casas no verão que estava por vir, antes de se mudar para seu próprio apartamento, no outono de 1999.

## Morte
Às 11:19 da manhã do dia 20 de abril de 1999, uma testemunha ouviu Eric Harris gritar "Vai! Vai!". Os dois atiradores tiraram suas armas de seus casacos e começaram a atirar nos dois alunos de 17 anos que estavam sentados na grama perto da entrada oeste da escola, Rachel Scott e Richard Castaldo. Rachel foi baleada quatro vezes e morreu instantaneamente. Richard Castaldo foi baleado oito vezes, no peito, no braço e no abdômen, paralisando-o do peito para baixo. Não se sabe quem atirou primeiro; entretanto, foi Eric Harris quem deu os disparos responsáveis por matar Rachel. Um dos irmãos mais novos de Rachel, Craig Scott, também estava na escola no momento do ataque, mas sobreviveu. Mais tarde, ele contou para a NBC News sobre sua agonia para encontrar sua irmã depois que o tiroteio havia acabado.

## Mídia

### Filmes
O filme I'm Not Ashamed (2016) baseia-se diretamente na vida, morte e legado de Rachel Joy Scott. Dirigido por Brian Baugh e estrelado por Masey McLain no papel de Rachel Scott, I'm Not Ashamed é baseado diretamente no conteúdo dos diários de Rachel.

### Televisão
- O documentário de 49 minutos, Ambassador of Kindness, é diretamente baseado na evolução do Rachel's Challenge após o assassinato de Rachel Scott. Dirigido por Bryan Boorujy e Janet Stumbo, Ambassador of Kindness foi lançado em 2012.
- Columbine's Witness: The Story of Rachel Scott é um documentário, lançado em 2010, focado na vida e no legado de Rachel Scott. Os membros da família de Rachel, seus amigos e professores da Columbine High School estão entre os entrevistados neste documentário.

## Obras citadas e leitura adicional
- Brown, Brooks; Merritt, Robert (2002). No Easy Answers: The Truth Behind Death at Columbine High School. Lantern Books. ISBN 1-590-56031-0.
- Cullen, David (2009). Columbine. Grand Central Publishing. ISBN 978-0-4465-4693-5
- Keuss, Jeff; Sloth, Lia (2006). Rachel's Challenge: A Columbine Legacy. Positively for Kids. ISBN 978-0-9765-7225-1.
- Larkin, Ralph (2007). Comprehending Columbine. Temple University Press. ISBN 978-1-5921-3490-8.
- Marsico, Katie (2010). The Columbine High School Massacre: Murder in the Classroom. Marshall Cavendish. ISBN 978-0-7614-4985-0.
- Scott, Darrell; Nimmo, Beth (2000). The Journal of Rachel Scott: A Journey of Faith at Columbine High. Thomas Nelson Inc. ISBN 0-849-97594-8.
- Scott, Darrell; Nimmo, Beth; Rabey, Steve (2009). Rachel's Tears: 10th Anniversary Edition: The Spiritual Journey of Columbine. Thomas Nelson Inc. ISBN 978-1-4003-1347-1.
- Scott, Darrell; Rabey, Steve (2001). Chain Reaction: A Call to Compassionate Revolution. Thomas Nelson Publishers. ISBN 0-785-26680-1.
- Watson, Justin (2002). The Martyrs of Columbine: Faith and the Politics of Tragedy. Palgrave Macmillan. ISBN 978-1-4039-7000-8.